# (2387) Xi'an
(2387) Xi'an est un astéroïde de la ceinture principale.

## Description
(2387) Xi'an est un astéroïde de la ceinture principale. Il fut découvert le 17 mars 1975 à Nanking par l'Observatoire de la Montagne Pourpre. Il présente une orbite caractérisée par un demi-grand axe de 3,02 UA, une excentricité de 0,07 et une inclinaison de 10,9° par rapport à l'écliptique.

## Compléments